# Nagoya Challenger 1990
Il Nagoya Challenger 1990 è stato un torneo di tennis facente parte della categoria ATP Challenger Series nell'ambito dell'ATP Challenger Series 1990. Il montepremi del torneo era di $50 000 ed esso si è svolto nella settimana tra il 23 aprile e il 29 aprile 1990 su campi in cemento. Il torneo si è giocato a Nagoya in Giappone.

## Vincitori

### Singolare
Ramesh Krishnan ha sconfitto in finale  Brian Garrow con il punteggio di 6–2, 6–4.

### Doppio
Johan Carlsson /  David Lewis hanno sconfitto in finale  Shūzō Matsuoka /  Shigeru Ota con il punteggio di 7–5, 6–2.